# Tamim bin Hamad al-Thani

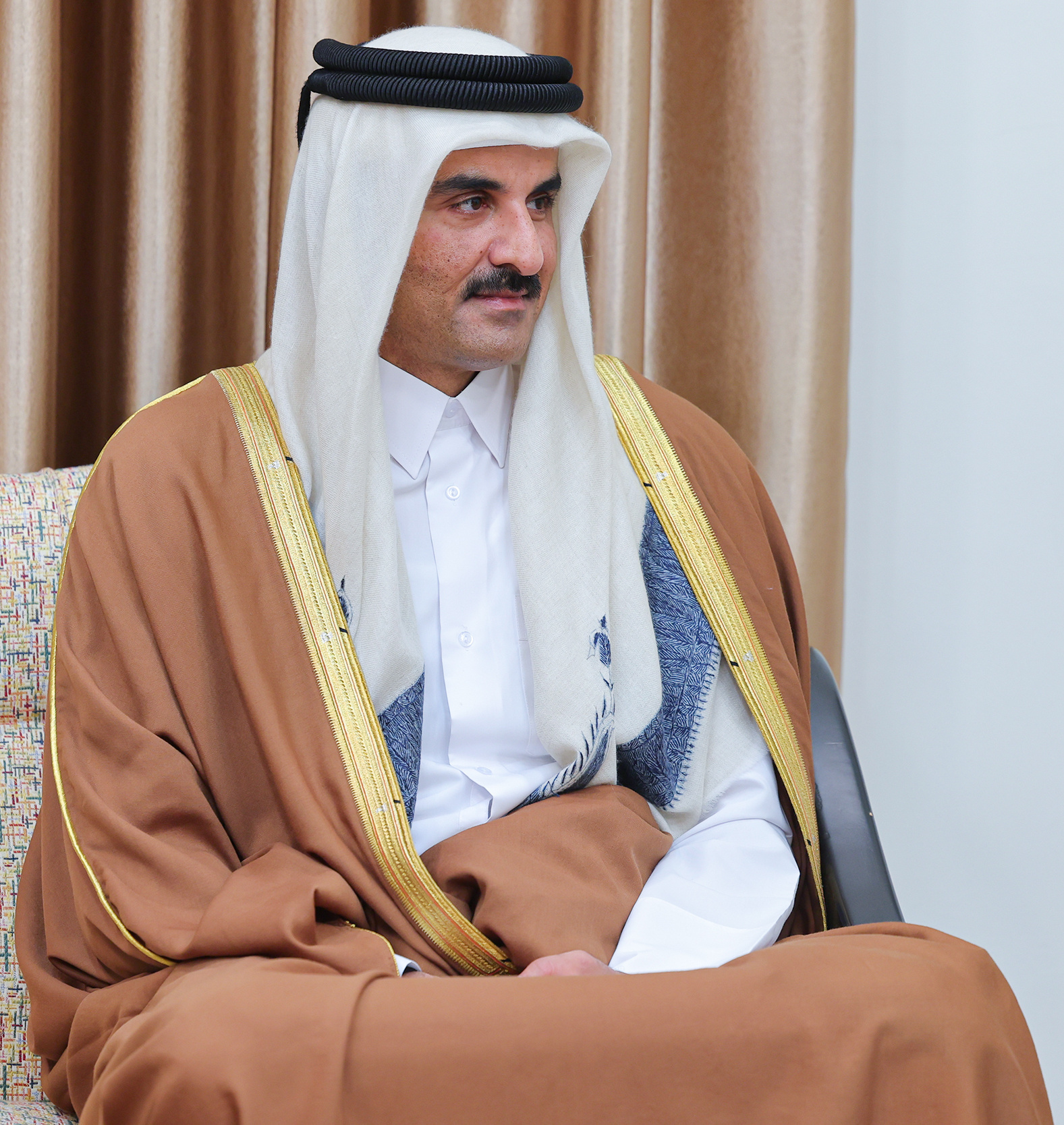
Tamim bin Hamad al-Thani

Tamim bin Hamad bin al-Thani (Arabisch: تميم بن حمد آل ثاني, Tamīm bin Ḥamad Āl Ṯānī) (Doha, 3 juni 1980) is sinds 25 juni 2013 de emir van Qatar.
Tamim is de vierde zoon van de vorige emir Hamad van Qatar. Hij draagt de titel van sjeik. Hij studeerde in het Britse Harrow, Sherborne en Sandhurst. Vervolgens werd hij tweede luitenant van de Qatarese strijdkrachten.